# Кривоносівка (Золотоніський район)
Кривоно́сівка —  село в Україні, у Золотоніському районі Черкаської області. Входить до складу Зорівської сільської громади. Населення — 704 чоловік (на 1 січня 2007 року).
Село розташоване в східній частині району, на сході межує з Чорнобаївською громадою. Рельєф рівнинний, лише кілька курганів виділяються на фоні рівнини.

## Історія
Засноване село наприкінці XVII століття. Про історію походження Кривоносівки існує кілька переказів-легенд. Так, на думку деяких дослідників, засновником села був славнозвісний козацький полковник Максим Кривоніс, який оселився в цьому місці на березі озера Розсохи. Проте історичні документи спростовують ці свідчення, бо в першій половині XVII століття узбережжя Розсоші не було безлюдним степом.
Селище було приписане до Михайлівської церкви в Лукашівці.
Селище є на мапі 1826-1840 років.
Село відносилось до Вознесенській волості Золотоніського повіту. За даними перепису 1859 року в селі було 165 дворів, проживало 840 осіб. У користуванні вони мали 120 десятин землі.
Перед 1911 роком з'явилась своя Богословська церква
Восени 1928 року,під час примусової колективізації, утворилися перші колгоспи: «Жовтнева зірка», «Пролетарський степ», «Червона нива». 1930 році ці три артілі об'єдналися в один колгосп імені Косіора.
У 1958 році село електрифіковано. У 1959 році колгосп «Комунар» села Кривоносівка і колгосп «Перемога» села Хрущівка були об'єднані в один. Згодом, у 1961 році господарства роз'єдналися і колгосп одержав назву імені Шевченка. Потім був перейменований в імені Мічуріна. Завдяки підвищенню культури землеробства, правильному добору кадрів, колгосп перетворився в багатогалузеве господарство, яке мало в обробітку 770 га сільськогосподарських угідь. У результаті реорганізації господарство було перейменовано в СТОВ «Мічурінське», керівником якого був Полях Віталій Іванович.

## Сучасність
До послуг мешканців села дві бібліотеки, відділення зв'язку, Будинок культури, загальноосвітня школа, дитячий садок «Сонечко». Медичне обслуговування здійснює фельдшерсько-акушерський пункт.

## Населення

### Мова
Розподіл населення за рідною мовою за даними перепису 2001 року:
| Мова       | Кількість | Відсоток |
| ---------- | --------- | -------- |
| українська | 738       | 96.86%   |
| вірменська | 12        | 1.57%    |
| російська  | 12        | 1.57%    |
| Усього     | 762       | 100%     |

## Відомі люди
- Кучеренко Микола Іванович — співавтор проекту готелів «Росія» та «Одеса», був художником-оформлювачем у Палаці культури «Україна», лауреат премії ім. Г. Сковороди;
- Пуха Іван Григорович — художник;
- Микола Моторний — журналіст, заступник головного редактора газети «Український футбол».
- Безгуба Микола Іванович — підприємець, президент футбольного клубу «Ураган» (с. Кривоносівка, чемпіон Золотоніського району з футболу 2000, 2008 років).
- Шевченко Надія Дмитрівна (1921—1997) — українська вчителька, заслужений вчитель УРСР, відмінник народної освіти УРСР.